# Argentinisches Antarktisterritorium
Das Argentinische Antarktisterritorium (spanisch: Antártida Argentina, Argentártida) ist ein seit dem 8. Februar 1942 vom Staat Argentinien beanspruchtes Gebiet der Antarktis, das am 8. November 1942 formal in Besitz genommen wurde. Argentinien legte am 2. September 1946 die Grenzen vom 25. Längengrad West bis zum 74. Längengrad West fest.

## Politik

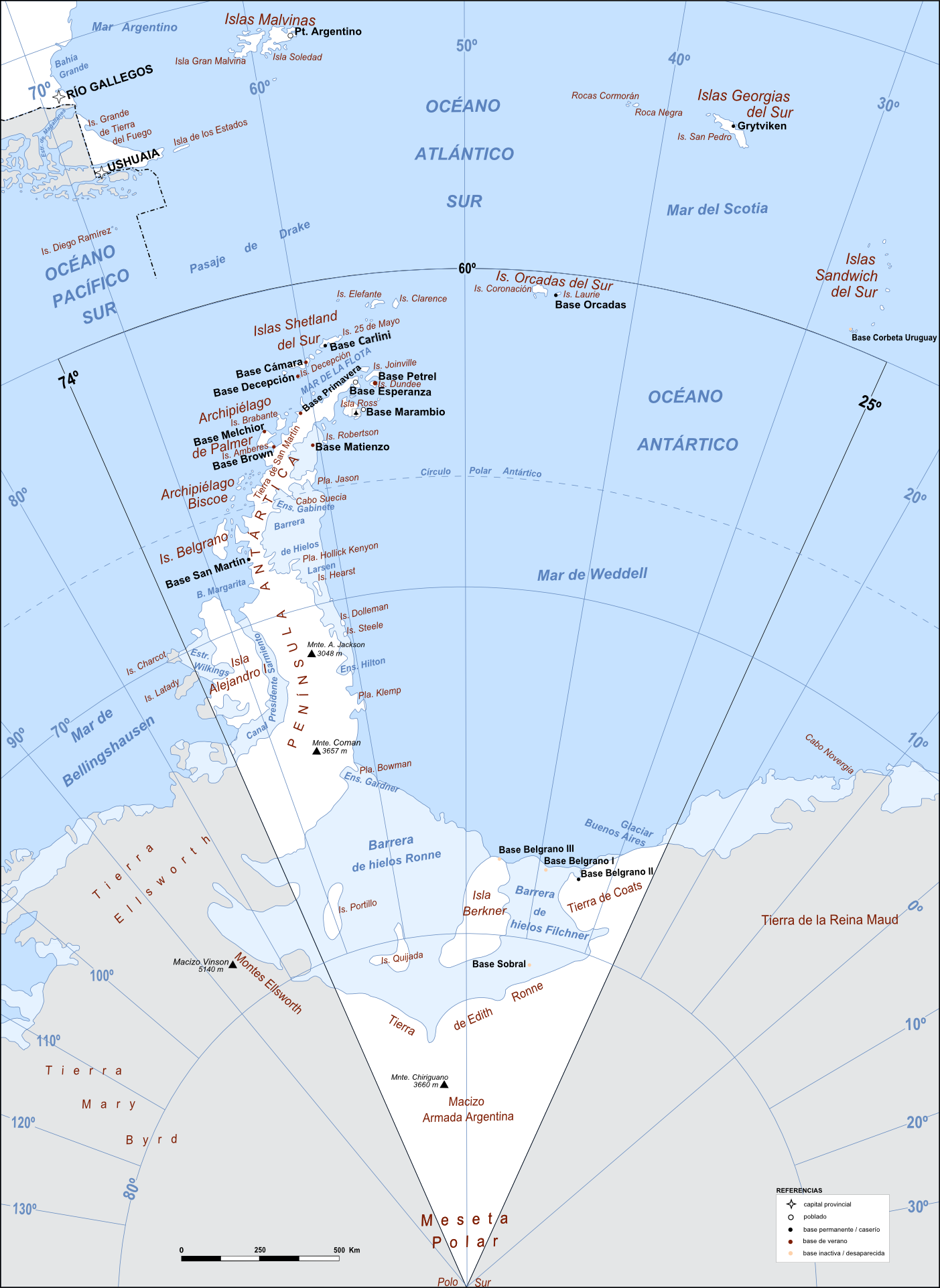
Argentinische Karte

Als Argentinien im Jahre 1927 von der britischen Regierung aufgefordert wurde, für den Betrieb einer Funkanlage auf den Südlichen Orkneyinseln Lizenzgebühren zu entrichten, antwortete die argentinische Regierung, dass dieses Territorium unter ihrer Hoheit stehe, und lehnte die Forderungen ab. Jedoch wurde ein formeller Gebietsanspruch erst 1946 erhoben. Der von Argentinien beanspruchte Teil der Antarktis wird von chilenischen und britischen Ansprüchen überlagert.
Argentinien betrachtet das Antarktisterritorium als eines der vier departamentos der Provinz Tierra del Fuego, Antártida Argentina e Islas del Atlántico Sur (Feuerland, argentinische Antarktis und Inseln des Südatlantiks).
Der argentinische Anspruch wird, wie die Ansprüche der anderen Staaten, von der internationalen Staatengemeinschaft nicht anerkannt. Mögliche Konflikte über Gebietsansprüche in der Antarktis wurden durch den Antarktisvertrag von 1961 verhindert, der allen interessierten Nationen freien Zugang für Forschungszwecke gewährt und, durch die in der Folgezeit abgeschlossenen Zusatzprotokolle, eine wirtschaftliche Nutzung durch Bergbau ausschließt.
Argentinien betreibt in der Antarktis sechs dauernd sowie sieben nur im antarktischen Sommer besetzte Stationen (Stand 2017). Die Marambio-Station wurde im August 1973 für einen Monat zum argentinischen Regierungssitz erklärt, um die Ansprüche auf das Territorium zu untermauern.

## Bevölkerung
Nach der letzten Volkszählung vom Oktober 2010 (Winter) hatte das Territorium 230 Bewohner in sechs permanenten Stationen, darunter neun Familien und 16 Kinder:
- Marambio-Station 75
- Esperanza-Station 66
- Carlini-Station 33
- San-Martín-Station 20
- Belgrano-II-Station 19
- Orcadas-Station 17